# Mounia Akl
Mounia Akl (àrab: مونيا عقل, Mūniyā ʿAql) (29 de juny de 1989) és una directora de cinema libanesa coneguda pel seu film de debut Costa Brava, Líban, un al·legat ambientalista sobre un paratge natural prop de l'Aeroport Internacional de Beirut que es diu «Costa Brava» i s'ha acabat convertint, a causa de la corrupció, en un abocador de residus.
El film, que va coescriure amb la catalana Clara Roquet i que va comptar amb Carlos Marqués-Marcet en l'equip de muntatge, va obtenir una menció especial de la Federació Internacional de la Premsa Cinematogràfica a la 78a Mostra Internacional de Cinema de Venècia.